# Яньпин
Яньпи́н (кит. упр. 延平, пиньинь Yánpíng) — район городского подчинения городского округа Наньпин провинции Фуцзянь (КНР).

## История
Во времена империи Хань в 196 году из уезда Хоугуань был выделен уезд Наньпин (南平县). Во времена империи Цзинь он был в 379 году переименован в Яньпин (延平县). Во второй половине V века, в эпоху Южных и северных династий, когда эти земли находились в составе государства Сун, ему было возвращено название Наньпин. Во времена империи Тан он был в 620 году преобразован в Яньпинский военный округ (延平军), а в 674 году стал Цзяньчжоуской областью (剑州).
В эпоху Пяти династий и десяти царств административное устройство этих мест подвергалось различным преобразованиям, а после объединения китайских земель в империю Сун здесь в 948 году был образован уезд Цзяньпу (剑浦县), в котором разместились власти Цзяньчжоуской области, в 990 году переименованной в Наньцзяньскую область (南剑州).
После монгольского завоевания и образования империи Юань Наньцзяньская область стала в 1279 году Наньцзяньским регионом (南剑路). В 1302 году уезд Цзяньпу был вновь переименован в Наньпин, а Наньцзяньский регион стал Яньпинским регион (延平路). После свержения власти монголов и образования империи Мин «регионы» были переименованы в «управы» — так в 1369 году появилась Яньпинская управа (延平府). После Синьхайской революции в Китае была проведена реформа структуры административного деления, в ходе которой управы были упразднены, и поэтому в 1912 году Яньпинская управа была расформирована.
После образования КНР в 1949 году был создан Специальный район Наньпин (南平专区), и уезд вошёл в его состав. В 1956 году урбанизированная часть уезда Наньпин была выделена в отдельный городской уезд Наньпин. В 1960 году уезд Наньпин был присоединён к городскому уезду Наньпин.
В 1971 году Специальный район Наньпин был переименован в Округ Цзяньян (建阳地区).
Постановлением Госсовета КНР от 24 октября 1988 года власти округа были переведены из уезда Цзяньян назад в городской уезд Наньпин, и Округ Цзяньян был переименован в Округ Наньпин (南平地区).
Постановлением Госсовета КНР от сентября 1994 года были расформированы округ Наньпин и городской уезд Наньпин, и был образован городской округ Наньпин; на территории бывшего городского уезда Наньпин был образован район Яньпин.

## Административное деление
Район делится на 6 уличных комитетов, 13 посёлков и 2 волости.